# Flamine cereale

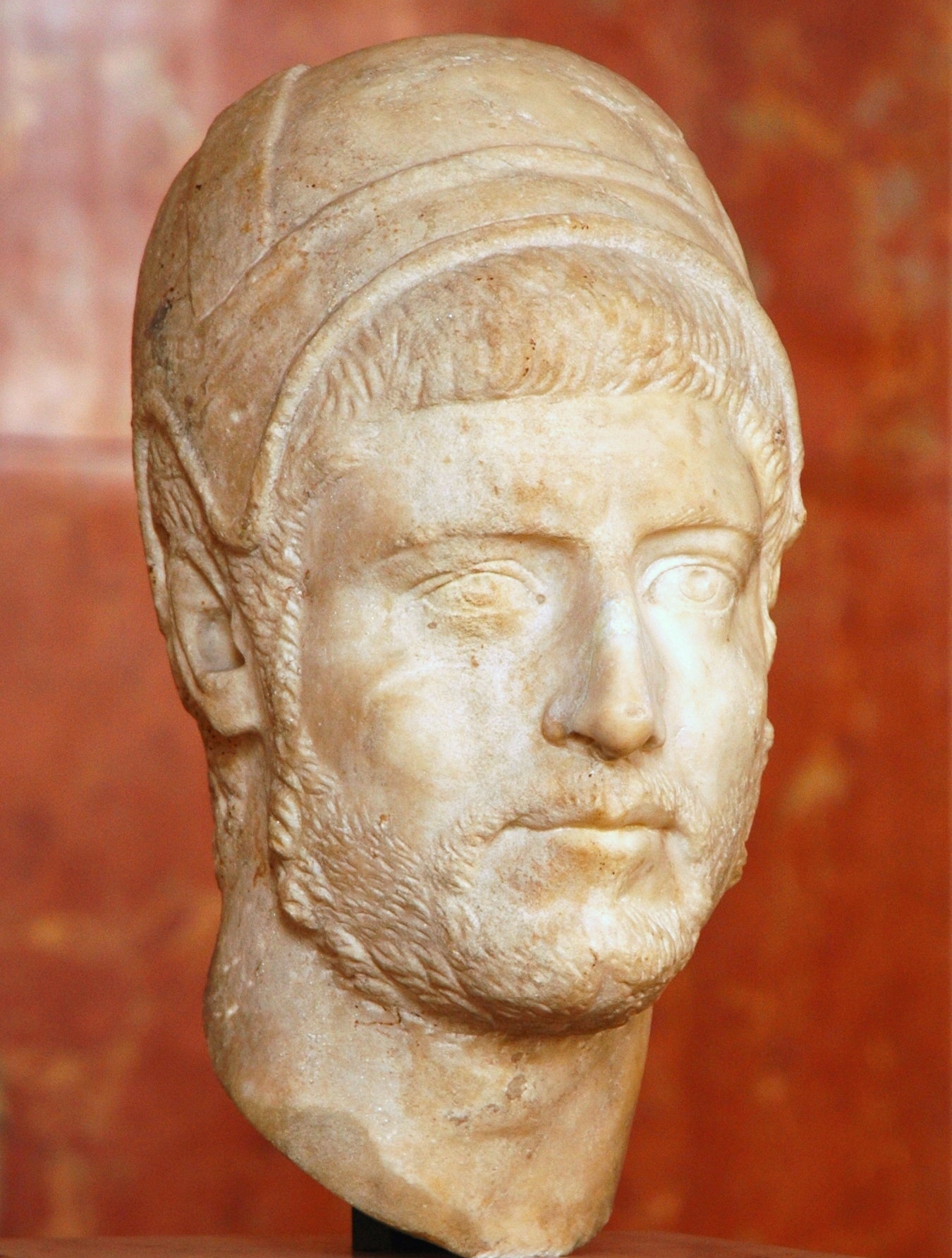
Busto di un flamine

Il flamine cereale o ceriale (latino Flamen Cerealis) era il sacerdote dell'antica Roma preposto al culto di Cerere-Ceres (Demetra per i greci).
Cerere, figlia di Saturno-Crono e Rea, era la dea del frumento e dell'agricoltura che avrebbe trasmesso agli uomini ed era anche protettrice dell'annona e della pace. Il suo culto era originario della Sicilia della Magna Grecia.
Cerere è la protagonista di un mito gentile e poetico che è alla base dell'alternarsi delle stagioni agricole: sua figlia Persefone-Proserpina fu rapita, mentre raccoglieva fiori, dal dio degli Inferi Ade, fratello di Giove, Cerere ne rimase talmente addolorata che la terra cessò di fiorire.
Intervenne Giove, a cui si era rivolta chiedendo giustizia, ed Ade restituì Persefone non prima di averle fatto mangiare del melograno magico che la costringeva a ritornare da lui.
Cerere nuovamente felice fece rifiorire la terra in primavera, ma quando Persefone ritornava da Ade la terra cessava di fiorire: ecco l'alternarsi della primavera e dell'inverno e la simbologia dell'immortalità rappresentata nei secoli a venire nell'arte dal frutto del melograno.
Cerere, che era rappresentata con una corona di spighe e con una fiaccola ed un cesto di frutta nelle mani, si festeggiava con le Cerealia dal 12 al 19 aprile cui presiedeva il flamine cereale.